# Rush County (Kansas)
Rush County je okres ve státě Kansas v USA. K roku 2010 zde žilo 3 307 obyvatel. Správním městem okresu je La Crosse. Celková rozloha okresu činí 1 861 km².